# كراتيفة وحيدة المسكن
كراتيفة وحيدة المسكن (الاسم العلمي:Crateva unilocularis) هي نوع من النباتات تتبع جنس الكراتيفة من الفصيلة القبارية.